# József Bajzáth de Pészak
József Bajzáth de Pészak (Kissalló, 6 de febrero de 1720-Veszprém, 6 de febrero de,1802), fue un noble húngaro, terrateniente y prelado católico, fue obispo de Veszprém.

## Biografía
Fue el hijo mayor de György Bajzáth y Klára Litassy, nació en el seno de una familia noble pero pobre, su hermano menor fue el escritor János Bajzáth de Pészak.
Se graduó en el gimnasio de Bratislava y Esztergom y fue ordenado sacerdote en 1738 en la arquidiócesis de Esztergom, posteriormente fue enviado a Trnava para estudiar filosofía y teología.
En 1745 fue vicario de la cancillería arzobispal. En 1757 se convirtió en preboste de Veszprém y fue condecorado con la Orden de San Esteban. Participó en 1751 y en 1765 y 1766 como representante de Bratislava y Esztergom en el parlamento y en 1765 fue nombrado consejero judicial de la cancillería húngara. En 1773 se convirtió en consejero secreto y vicecanciller, finalmente en 1777 fue nombrado obispo de Veszprém, cargo que había estado vacante desde 1773. La diócesis de Veszprém era una de las jurisdicciones más antiguas e importantes de la iglesia católica en el Reino de Hungría, su obispo era el encargado de coronar a la reina durante la coronación del Rey de Hungría. Escribió una obra en latín sobre los miembros del capítulo de Veszprém: Supplementum ad vitam ... Vesprimiensis praesulis ....
En 1800 adquirió el castillo de Iszkaszentgyörgy en Fejer que fue heredado por su hermano, permaneció en la diócesis hasta su muerte, el 2 de febrero de 1802.

## Condecoraciones
- 1757: Caballero de la Orden de San Esteban de Hungría.[2]